# Hannes Baumgartner
Hannes Baumgartner (* 1983 in Männedorf) ist ein Schweizer Regisseur und Drehbuchautor. Er lebt in Zürich.

## Werdegang
Hannes Baumgartner wuchs in Winterthur auf. Er absolvierte den Studiengang Film an der F+F Schule für Kunst und Design mit Schwerpunkt Drehbuch und Regie, gefolgt vom Master-Studium Regie an der Zürcher Hochschule der Künste (Abschluss 2012).
Sein Master-Abschlussfilm Teneriffa, ein Kurzspielfilm mit Matthias Britschgi, Aaron Hitz und Jessy Moravec, wurde 2012 im Rahmen der Zürcher Filmpreise mit dem Kurzfilmpreis der Stadt Winterthur ausgezeichnet. 2013 war Hannes Baumgartner mit seinen Kurzfilmen zu Gast im Zürcher Kino Xenix, in der Reihe «Meet the talent».
Der Läufer, sein erster langer Spielfilm, wurde am Filmfestival San Sebastian uraufgeführt und an weiteren Festivals im In- und Ausland gezeigt. Der Film wurde am Zürich Film Festival mit einer Lobenden Erwähnung der Jury ausgezeichnet sowie mit dem Zürcher Filmpreis und war in zwei Kategorien für den Schweizer Filmpreis nominiert: Bester Spielfilm sowie Bester Darsteller (Max Hubacher). 2018 wurde Hannes Baumgartner ein Werkjahr der Zürcher Filmstiftung zugesprochen. 2020 war er Teilnehmer des Torino ScriptLab.

## Filmografie
- 2007: Mein bester Freund, 6 min
- 2008: The Girl With The Hotdog, 6 min
- 2009: Toter Mann, 24 min (Kurzfilm)
- 2012: Teneriffa, 21 min
- 2018: Der Läufer, 92 min